# Neuville-sur-Ailette
 Neuville-sur-Ailette  es una población y comuna francesa, en la región de Picardía, departamento de Aisne, en el distrito de Laon y cantón de Craonne.

## Demografía
| 140 | 149 | 143 | 134 | 199 | 180 | 178 | 165 | 171 | 166 | 159 | 155 | 157 | 123 | 119 | 115 | 103 | 89 | 100 | 99 | 53 | 68 | 79 | 80 | 82 | 82 | 83 | 79 | 74 | 86 | 71 | 78 | 86 |
| Para los censos de 1962 a 1999 la población legal corresponde a la población sin duplicidades (Fuente: INSEE [Consultar]) |     |     |     |     |     |     |     |     |     |     |     |     |     |     |     |     |    |     |    |    |    |    |    |    |    |    |    |    |    |    |    |    |